# Robert Leroy Cochran

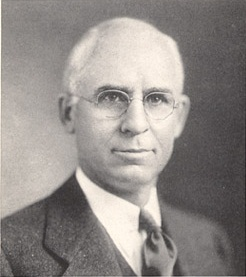
Robert L. Cochran

Robert Leroy Cochran (* 28. Januar 1886 bei Avoca, Cass County, Nebraska; † 23. Februar 1963) war ein US-amerikanischer Politiker und zwischen 1935 und 1941 der 25. Gouverneur des Bundesstaates Nebraska.

## Frühe Jahre und politischer Aufstieg
Robert Cochran besuchte bis 1910 die University of Nebraska, wo er das Ingenieurwesen studierte. Im Jahr 1911 wurde er Leiter der Landvermessungsbehörde im Lincoln County. 1915 wurde er als Bridge Inspector mit der Beaufsichtigung aller Brückenbauwerke von Nebraska beauftragt. Im Jahr 1917 war er stellvertretender Bauminister seines Staates. Während des Ersten Weltkrieges diente er als Hauptmann in der US Army.
Nach dem Krieg arbeitete Cochran zwischen 1919 und 1922 im Ministerium für öffentliche Angelegenheiten als Baudezernent. Zwischen 1923 und 1934 war er Bauminister von Nebraska (State Engineer). Im November 1934 wurde er als Kandidat der Demokratischen Partei zum neuen Gouverneur von Nebraska gewählt, wobei er sich mit 51:48 Prozent der Stimmen gegen den Republikaner Dwight Griswold durchsetzte.

## Gouverneur von Nebraska
Cochran trat sein neues Amt am 3. Januar 1935 an. Nach zwei Wiederwahlen in den Jahren 1936 und 1938 konnte er es insgesamt sechs Jahre lang ausüben. Cochrans Amtszeit fiel in die Zeit, in der mit Hilfe der New-Deal-Politik der Bundesregierung unter Präsident Franklin D. Roosevelt die Folgen der Weltwirtschaftskrise allmählich überwunden wurden. In seiner Regierungszeit wurde ein erstes Sozialversicherungsprogramm auf den Weg gebracht. Dazu gehörte auch eine Arbeitslosenversicherung. Damit sollten in Zukunft die Bürger besser gegen die Folgen von Wirtschaftskrisen wie z. B. die Arbeitslosigkeit geschützt werden. Cochran war außerdem Mitglied mehrere Gouverneursvereinigungen.

## Weiterer Lebensweg
Im Jahr 1940 bewarb sich Cochran erfolglos um einen Sitz im US-Senat. Während des Zweiten Weltkrieges war er als Oberst Kommandeur von Fort Leonard Wood in Missouri. Nach dem Krieg war er Mitglied des Amerikanischen Hilfskomitees für Griechenland. Im Jahr 1959 amtierte er nochmals als Bauminister in Nebraska. Robert Cochran starb am 23. Februar 1963. Er war mit Aileen Gantt verheiratet, mit der er zwei Kinder hatte.